# Трнаковац
Трнаковац је насељено мјесто у Западној Славонији. Припада општини Окучани, у Бродско-посавској жупанији, Република Хрватска.

## Географија
Трнаковац се налази око 8 км сјеверно од Окучана.

## Историја
До територијалне реорганизације насеље се налазило у саставу бивше општине Нова Градишка. Трнаковац се од распада Југославије до маја 1995. године налазио у Републици Српској Крајини.

## Становништво
Према попису становништва из 2011. године, насеље Трнаковац је имало 126 становника.
| Националност       | 2001. | 1991. | 1981. | 1971. | 1961. |
| Срби               | 29    | 131   | 102   | 143   | 147   |
| Југословени        | —     | 1     | 16    | 3     |       |
| Хрвати             | 94    |       |       | 4     | 6     |
| остали и непознато | 2     | 6     | 1     | 1     |       |
| Укупно             | 125   | 138   | 119   | 151   | 153   |

| Демографија | Демографија | Демографија |
| Година      | Становника  | Становника  |
| ----------- | ----------- | ----------- |
| 1961.       | 153         |             |
| 1971.       | 151         |             |
| 1981.       | 119         |             |
| 1991.       | 138         |             |
| 2001.       | 125         |             |
| 2011.       |             | 126         |